# Liviu Cornel Babeș
Liviu Cornel Babeș (Brassó, 1942. szeptember 10. – Brassó, 1989. március 2.) román villanyszerelő, amatőr festő. A kommunista diktatúra mártírja, „a román Jan Palach”: a Ceaușescu-rezsim elleni tiltakozásként felgyújtotta magát a brassópojánai Bradul sípályán. 1996-ban Brassó díszpolgárává, 1997-ben a román nemzet vértanújává nyilvánították.

## Élete
1942-ben született a brassói Vár utca egyik házában. Szülei tisztviselők voltak. Iskoláit Brassóban végezte; villanyszerelő technikus lett. Ezzel párhuzamosan a művészeti népiskola (Școala Populară de Arte) óráira is járt, és amatőr festőként és szobrászként is dolgozott, az amatőr képzőművészek egyesületének (Uniunea Artiștilor Plastici Amatori) tagja volt. Felesége Etelka, egykori osztálytársa; lánya Gabriela.

## Halála
1989. március 2-án Babeș sízni ment Brassópojánára. Néhány lesiklás után, délután 4 óra körül leöntötte magát benzinnel és felgyújtotta magát, a kommunista elnyomás elleni tiltakozásként. Kezében egy „Brașov = Auschwitz” feliratú táblát tartott. A többi síző először azt hitte, hogy egy előadásról van szó; majd két skót turista, Douglas Wallace és George Melvin, eloltották a tüzet. Babeșt a brassói megyei kórházba vitték, ahol délután 6 óra körül elhunyt; egyes feltételezések (például Mircea Brenciu író) szerint felsőbb utasításra megmérgezték.
A Securitate igyekezett eltussolni az ügyet. Babeșt őrültnek nyilvánították, családját megbélyegezték (az „őrült” verzió a rendszerváltás után is sokáig tartotta magát, ezért csak viszonylag későn ismerték el antikommunista mártírként). Az eseménynek viszont több külföldi turista is szemtanúja volt. Wallace és Melvin külföldre vitték a hírt, melyet március 12-én leközölt a The Sunday Times, ahonnan a nemzetközi sajtó is átvette. A románok csak a Szabad Európa Rádióból értesültek a történtekről.

## Emlékezete
- 1990-ben keresztet állítottak a sípálya mellett.
- 1997-ben Babeșt a nemzet hősi vértanújává (erou martir) nyilvánították.
- 2007-ben emlékművet állítottak a brassópojánai templom kertjében.
- Az Astra-negyedben utca viseli nevét; ebben az utcában lakott Babeș (korábbi neve Str. Rândunicii).